# 威拉德 (伊利諾伊州)
威拉德（英語：Willard）是位於美國伊利諾伊州亞歷山大縣的一個非建制地區。該地的面積和人口皆未知。

## 地理
威拉德的座標為37°05′11″N 89°21′08″W / 37.08639°N 89.35222°W，而該地的平均海拔高度為98米（即322英尺）。